# Solaris Bus & Coach
Solaris Bus & Coach е полски производител на автобуси (градски и туристически), тролейбуси и трамваи.
Компанията Solaris Bus & Coach е основана през 1996 г. През месец август същата година Кристов Олзиевски открива във Варшава търговския офис на автобусния производител Neoplan. Компанията е наречена Neoplan Polska Sp. Z OO (Neoplan Polska Company Limited). През следващата година е доставен само един автобус, първият нископодов автобус в Полша, модел Neoplan N4020 за общинската автобусна транспортна фирма МЗК във Варшава.
През месец септември 1994 г. компаниите Neoplan Polska и MAN спечелват заедно първия голям търг за доставка на автобуси за градски транспорт в град Познан. От всичките 122 автобуса, 72 са от марката Neoplan с 9, 12 и 15-метрови дължини.
Автобусите са сглобени в завода в Болехово Оседле близо до Познан, открит на 5 септември 1996 г. Следващи поръчки са само въпрос на време и до края на 1999 г. са доставени общо 467 Neoplan автобуси на видове N4009, N4010, N4016, N4020 и N4021, както и на леко модернизиран тип K4016. Всички автобуси са били предназначени само за полския пазар.
На 4.09.1999 г. официално са представени автобусите Solaris Urbino 12, 15 и 18. Автобусите са построени в собствено конструкторско бюро на компанията. Като символ на новия автобус е избран дакел, изображението на който седи най-отпред на всеки автобус от марката Solaris.
През декември 1999 г. Neoplan Polska купува 30% от компанията на Gottlob Auwärter GmbH. Целта е увеличаване възможностите за производство и излизане и на недостъпните дотогава европейски пазари. Когато обаче Gottlob Auwärter е купена от MAN, конкурентна на Neoplan Polska по това време, и се формира новата група Neoplan. От септември 2001 г. фирмата е преименувана на Solaris Bus & Coach Sp. z o.o..
Една година по-късно, през септември 2002 г. е представено второто поколение на автобусите Urbino. Две години по-късно, през септември 2004 г., по време на 60-ия международен панаир Internationale Automobil-Ausstellung der Nutzfahrzeuge в Хановер е представено трето поколение на автобусите Solaris Urbino 12. Десет години по-късно, също в Хановер, е представено четвъртото им поколение.
През 2005 г. основателят на фирмата изкупува обратно акциите, принадлежащи на една от банките, и връща пълния контрол над компанията. От юли 2005 г. компанията е преобразувана в акционерно дружество с името Solaris Bus & Coach SA.
Увеличаването на производството на автобуси създава необходимостта от развитие на фабриката. Важно събитие е откриването на нова производствена зала в Болешово на 4 април 2006 г. През май 2009 г. в Болешово е произведен 5000-ният автобус, а през март 2014 г. – 10 000-ният.
Фирмата има предприятия в Болешово и Познан, Полша. Предприятието Solaris има заводи в Шрода Великополска, там се произвеждат каросериите на автобусите и тролейбусите; в Болешово, където се произвеждат предните и задните оси на автобусите и тролейбусите и се извършва сглобяването на осите с каросерията и поставянето на гумите. В предприятието в град Болешево се извършва боядисването и сглобяването на автобусите. Компанията Solaris Bus & Coach произвежда също и каросерии за фирмата Škoda за тролейбусите Škoda Solaris 26Tr, Škoda Solaris 27Tr и Škoda Solaris 28Tr.
Компанията Solaris Bus & Coach е създадена от Кшищоф Олшевски. Той е натрупал дългогодишен опит в автобусната индустрия като мениджър на компанията Neoplan Polska. Ръководни позиции във фирмата заемат жена му Соланже Олшевска и дъщеря му Малгожата Олшевска. Компанията се развива, демонстрирайки непрекъсната динамика и разширяване на продуктовата гама чрез добавяне на иновационни превозни средства.

## История

### Началото
Началото на производството е поставено през 1996 г., когато е създадена и семейната фирма. Компанията залага на иновациите, което я прави един от европейските лидери при градските автобуси. От старта през 1996 до 2012 г. от завода на Solaris са излезли над 8000 автобуса. Износът започва през 2000 г. и оттогава непрекъснато расте. През 2008 г. експортните продажби са около 50% от продукцията. Автобуси Solaris се движат в 18 европейски държави и в Дубай. През 2006 г. Solaris представя първия в Европа хибриден автобус с дизел-електрическо задвижване.

### Развитие и планове
Оборотът на Solaris Bus & Coach S.A. през 2008 г. за първи път надхвърля 1 млрд. злоти, достигайки 1055 млн. злоти (ок. 300 млн. евро), което е растеж с 48% за една година. В края на 2008 г. в компанията са работели 1500 души. През 2010 г. са назначени 200 нови работници за посрещане на нуждите на производството на нови автобуси и следпродажбеното обслужване.
Изпълнителната директорка на компанията Соланже Олшевска обяснява: „През 2009 г. продължаваме с амбициозните планове. Ние имаме честта да се ползваме с доверие на нашите сегашни клиенти и ще работим здраво за разширяване на базата си от клиенти. Нови продукти ще отворят нови пазарни сегменти за нас. Приоритети са междуградските автобуси и хибридните автобуси със серийна силова линия. През 2009 г. също ще се видят първите трамваи Solaris в европейските градове. С оглед на непрестанните предизвикателства на климатичните промени ние ще работим върху напълно електрически градски автобуси.“ През март 2014 Solaris празнува 10 000 продадени автобуса.

### Лидерство при хибридите
526 от произведените през 2008 г. автобуси – повече от половината, са били съчленени. В тази бройка влизат и 5 автобуса Solaris Urbino 18 Hybrid за клиенти от Германия и за компанията за градски транспорт в Познан – първият полски транспортен оператор, който използва автобуси с хибридно задвижване. През 2008 г. в Полша компанията продължава да доминира и при градските автобуси и на цялостния автобусен пазар. Доставени са 480 автобуса на клиенти. Това е 30% от общия пазар на автобуси и 53% от пазара на градски автобуси в страната. На домашния пазар на градски автобуси Solais изпреварва с почти с 40% най-близкия си конкурент.
В Германия Solaris продължава да е най-големият вносител на градски автобуси. 185 нови Solaris Urbino отреждат на компанията над 9% от пазара на градски автобуси в страна с традиции в производството им. За Solaris Bus & Coach Германия е решаващ пазар. 2008 г. остава в историята на Solaris и като годината на най-голямата експортна поръчка. Става дума за договорената доставка на 320 автобуса за гръцката столица Атина.

## Продукти

### Автобуси
Автобусите Urbino са серия градски е крайградски автобуси.
- Изцяло или частично нископодови.
- С дължина от 9 до 24 метра.
- Предлагат се както с дизелови, така и с двигатели на природен газ, хибридни, електрически или дори водородни задвижвания.
- Произвеждат се от стомана, устойчива на корозия, и са екипирани с модули, шасита и силово задвижване на водещи европейски производители.
- Не могат да бъдат сбъркани и по друго – всички градски автобуси Urbino, както и тролейбусите Trollino имат два уникални индивидуални символа. Първият е асиметричното предно стъкло, което предлага по-добра видимост за пасажерите, а вторият е зеленият дакел, символ на приятелството с природата и пасажерите.

Компанията произвежда и специализирани автобуси за летищен транспорт, както и подвижни кръводарителски станции.

#### В производство в момента:
- Solaris Urbino 10,5 – градски автобус
- Solaris Urbino 12 – градски автобус
- Solaris Urbino 12 Hybrid – градски автобус
- Solaris Urbino 12 LE – градски автобус
- Solaris Urbino 15 LE – градски автобус
- Solaris Urbino 18 – градски автобус
- Solaris Urbino 18 Hybrid – градски автобус
- Solaris InterUrbino 12 – междуградски автобус (представен през 2010)

#### Спрени от производство:
- Solaris Alpino – градски автобус
- Solaris Alpino 8,9 LE – градски автобус
- Solaris Urbino 15 – градски автобус
- Solaris Vacanza 12 – туристически автобус
- Solaris Vacanza 13 – туристически автобус

### Тролейбуси
На базата на автобусите Urbino, Solaris произвежда тролейбусите Trollino. Те се предлагат и в хибридна версия с тягови батерии, които им позволяват да се движат автономно до 15 km без наличието на контактна мрежа над тях.

#### В производство в момента:
- Solaris Trollino 12 – тролейбус
- Solaris Trollino 15 – тролейбус
- Solaris Trollino 18 – тролейбус
- Solaris Trollino 24 – тролейбус

- Skoda Solaris 26Tr – тролейбус (каросерия)
- Skoda Solaris 27Tr – тролейбус (каросерия)
- Skoda Solaris 28Tr – тролейбус (каросерия)

#### Спрени от производство:
- Solaris Trollino 15 – тролейбус

### Трамваи
- Solaris Tramino – трамвай (представен през 2010 г.)